# ジャンスキー賞
ジャンスキー賞（Karl G. Jansky Lectureship; ジャンスキー講師職）は天文学の分野で顕著な功績に与えられる賞である。アメリカ国立電波天文台(米国北東部大学連合)の賞である。電波天文学のカール・ジャンスキーの功績を称えて設けられた。

## 受賞者一覧
- 1966年：ジョン・ボルトン
- 1967年：ヤン・オールト
- 1968年：ヨシフ・シクロフスキイ
- 1969年：フレッド・ホイル
- 1970年：ロバート・H・ディッケ
- 1971年：チャールズ・タウンズ
- 1972年：バルト・ボーク
- 1973年：ジョン・ポール・ワイルド
- 1974年：ライマン・スピッツァー
- 1975年：グロート・リーバー
- 1976年：エドワード・ミルズ・パーセル
- 1977年：マーガレット・バービッジ
- 1978年：スブラマニアン・チャンドラセカール
- 1979年：マーテン・シュミット
- 1980年：マーチン・シュヴァルツシルト
- 1981年：マーティン・リース
- 1982年：フィリップ・モリソン
- 1983年：アーノ・ペンジアス
- 1984年：ロバート・ウッドロウ・ウィルソン
- 1985年：ジェフリー・バービッジ
- 1986年：ロバート・ハンブリー・ブラウン
- 1987年：ヘンドリク・ファン・デ・フルスト
- 1988年：ウィリアム・ファウラー
- 1989年：ジョゼフ・テイラー
- 1990年：Alan H. Barrett
- 1991年：アラン・サンデージ
- 1992年：アーウィン・シャピロ
- 1993年：David S. Heeschen
- 1994年：ヴェラ・ルービン
- 1995年：ジョスリン・ベル・バーネル
- 1996年：James M. Moran
- 1997年：ジェームズ・ピーブルス
- 1998年：Bernard Burke
- 1999年：フランク・ドレイク
- 2000年：Venkatraman Radhakrishnan
- 2001年：William J. Welch
- 2002年：シリニヴァス・クルカルニ
- 2003年：Donald C. Backer
- 2004年：ロナルド・エカーズ
- 2005年：ラシード・スニャーエフ
- 2006年：Frank J. Low
- 2007年：Karl M. Menten
- 2008年：Arthur M. Wolfe
- 2009年：Anthony Readhead
- 2010年：ラインハルト・ゲンツェル
- 2011年：Sander Weinreb
- 2012年：Mark Reid
- 2013年：チャールズ・ベネット
- 2014年：Jill Tarter
- 2015年：Nick Scoville
- 2016年：Jacqueline H. van Gorkom
- 2017年：Bernard Fanaroff
- 2018年：Roger Blandford
- 2019年：Anneila Sargent
- 2020年：Martha P. Haynes
- 2021年：Luis F. Rodriguez
- 2022年：Françoise Combes
- 2023年：Paul Vanden Bout
- 2024年：Kenneth Kellermann